# Acanthodelta partita
Acanthodelta partita là một loài bướm đêm trong họ Noctuidae.